# Public Relations Global Network

Public Relations Global Network (PRGN), est un réseau international de relations publiques, fondé en 1992 à Phoenix, en Arizona, est l’un des 4 premiers réseaux mondiaux des agences independentes. Fort de 50 agences, le réseau opère sur plus de 80 marchés dans le monde et conseille plus de 1 000 clients sur les 6 continents. Le réseau est enregistré dans l’État du Delaware depuis 2003.

## Histoire
En 1992, le réseau PRGN est fondé à Phoenix, dans l'Arizona, sous le nom The Phoenix Network (les agences membres ne sont alors que des agences opérant aux États-Unis). Entre 2001 et 2002, il adhère les premières agences européennes (France, Allemagne et Royaume-Uni). En 2002, le réseau est renommé « Public Relations Global Network » (PRGN). Il adhère en 2004 l’agence australienne, puis en 2005, l’agence du Mexique. En 2007, il élargit sa présence mondiale à l’Afrique (Afrique du Sud) et en Amérique latine (Brésil). Il adhère, en 2008, la première agence asiatique (Singapour). En 2015, il recense 45 agences membres opérant sur les 6 continents.

## Leadership
Le réseau PRGN est composé d’agences indépendantes dirigées par leurs actionnaires et ne possède aucun siège social. Chaque année, le réseau élit un nouveau président. Le réseau est présentement présidé par Uwe Schmidt, président de l'Industrie-Contact AG, Hambourg (Allemagne). Il est le successeur de David Landis de Landis Communications, San Francisco (Californie).